# Gaby Moreno
Maria Gabriela Moreno Bonilla (Cidade da Guatemala, 16 de dezembro de 1981) é uma cantora, compositora e guitarrista guatemalteca.
Suas músicas variam de jazz, soul ao R&B. Recentemente tornou-se conhecida ao público latino-americano, depois de gravar com Ricardo Arjona a música Fuiste Tu, em 2011. Atualmente reside em Los Angeles, Califórnia. Lançou cinco álbuns e um EP ao longo de sua carreira. Em 2013, ela gravou covers de canções populares "Kiss of Fire" e "The Weed Smoker's Dream com Hugh Laurie para seu álbum Didn't It Rain.
Em 2013, foi indicada ao Grammy Latino, na categoria como melhor artista revelação.

## Álbuns
- (2008) - Still the Unknown (lançamento independente)
- (2010) - A Good Old Christmastime (EP)
- (2011) - Lançamento europeia de Still the Unknown (World Connection Records)
- (2011) - Illustrated Songs (lançamento independente)
- (2012) - Lançamento europeia de Illustrated Songs (World Connection Records)
- (2012) - Postales (Metamorfosis)
- (2012) - Didn't It Rain (participação no álbum de Hugh Laurie)
- (2015) - Posada (Metamorfosis)
- (2016) - Ilusión (Metamorfosis)
- (2019) - ¡Spangled!